# Manhãs de Setembro
Manhãs de Setembro é uma série de televisão de drama brasileira que estreou no Prime Video em 25 de junho de 2021. A série é dirigida por Luís Pinheiro e Dainara Toffoli e estrelada por Liniker, Thomás Aquino e Karine Teles.
Foi exibida em TV Aberta através da Rede Bandeirantes entre os dias 26 e 30 de setembro de 2022, nas madrugadas do canal. A exibição faz parte de uma campanha de lançamento da segunda temporada pelo Prime Vídeo.
Manhãs de Setembro foi indicada na categoria melhor drama na 34ª edição do Glaad Media Awards, premiação que celebra artistas e produções inseridas na comunidade LGBTQIA+.
De olho no mercado internacional, pegando carona na indicação ao Glaad Awards, a série vai virar um filme. A trama vai se passar cinco anos após os eventos da segunda temporada.

## Sinopse
Manhãs de Setembro conta a história de Cassandra (Liniker), uma mulher trans que trabalha como motogirl em São Paulo e que tem na música sua maior força. Ela precisou abandonar sua cidade para realizar seu sonho de se tornar cover de Vanusa, cantora brasileira que fez sucesso na década de 70. Após anos de muito sofrimento, Cassandra vive agora um momento de estabilidade: ela consegue alugar um apartamento só seu e descobre o amor na figura de Ivaldo (Thomas Aquino). Mas tudo se complica quando sua ex-namorada, Leide (Karine Teles), reaparece com um menino que diz ser seu filho.

## Elenco

### Principal
| Intérprete       | Personagem      | Temporada | Temporada |
| Intérprete       | Personagem      | 1 2021    | 2 2022    |
| Principal        | Principal       | Principal | Principal |
| ---------------- | --------------- | --------- | --------- |
| Liniker          | Cassandra Abreu |           |           |
| Thomás Aquino    | Ivaldo Gonzaga  |           |           |
| Karine Teles     | Leide           |           |           |
| Paulo Miklos     | Décio           |           |           |
| Gero Camilo      | Aristides       |           |           |
| Elisa Lucinda    | Vanusa          |           |           |
| Linn da Quebrada | Pedrita         |           |           |
| Clodd Dias       | Roberta         |           |           |
| Gustavo Coelho   | Gersinho Abreu  |           |           |
| Isabela Ordoñez  | Grazy           |           |           |
| Seu Jorge        | Lourenço Abreu  | —         |           |
| Samantha Schmütz | Ruth Abreu      | —         |           |

### Recorrente
| Intérprete       | Personagem    | Temporada | Temporada |
| Intérprete       | Personagem    | 1 2021    | 2 2022    |
| ---------------- | ------------- | --------- | --------- |
| Inara dos Santos | Ivana Gonzaga |           |           |
| Stefani Mota     | Denise        |           |           |
| Dante Aganju     | Bernardo      |           |           |
| Cébia Sousa      | Irene Gonzaga |           | —         |
| Ney Matogrosso   | Ricky         | —         |           |
| Divina Nubia     | Veronica      | —         |           |
| Danna Lisboa     | Elis          | —         |           |

### Participações especiais
| Intérprete       | Personagem                  |
| ---------------- | --------------------------- |
| Mart'nália       | Vendedora da concessionária |
| Chelfa Caxino    | Jana                        |
| Layla Reyes      | Eva                         |
| Silmara Deon     | Diretora da escola          |
| Victoria Pereira | Pati                        |

## Episódios
| Temporada | Temporada | Episódios | Episódios | Originalmente lançado  |
| --------- | --------- | --------- | --------- | ---------------------- |
|           | 1         | 5         | 5         | 25 de junho de 2021    |
|           | 2         | 6         | 6         | 23 de setembro de 2022 |

### 1.ª temporada (2021)
| N.º na série | N.º na temp. | Título                       | Dirigido por    | Escrito por                                         | Exibição original   |
| ------------ | ------------ | ---------------------------- | --------------- | --------------------------------------------------- | ------------------- |
| 1            | 1            | "É Só Por Hoje"              | Luís Pinheiro   | Alice Marcone, Marcelo Montenegro e Josefina Trotta | 25 de junho de 2021 |
| 2            | 2            | "Para De Me Chamar De Pai!"  | Luís Pinheiro   | Alice Marcone, Marcelo Montenegro e Josefina Trotta | 25 de junho de 2021 |
| 3            | 3            | "Gersinho"                   | Dainara Toffoli | Alice Marcone, Carla Meirelles e Marcelo Montenegro | 25 de junho de 2021 |
| 4            | 4            | "É Pegar ou Largar"          | Dainara Toffoli | Alice Marcone, Marcelo Montenegro e Josefina Trotta | 25 de junho de 2021 |
| 5            | 5            | "É Isso Mesmo, Baby, Enjoy!" | Luís Pinheiro   | Alice Marcone, Marcelo Montenegro e Josefina Trotta | 25 de junho de 2021 |

### 2.ª temporada (2022)
| N.º na série | N.º na temp. | Título                                | Dirigido por    | Escrito por                                         | Exibição original      |
| ------------ | ------------ | ------------------------------------- | --------------- | --------------------------------------------------- | ---------------------- |
| 6            | 1            | "Ah Vida em Família... Que Preguiça"  | Luís Pinheiro   | Josefina Trotta                                     | 23 de setembro de 2022 |
| 7            | 2            | "A Baguncinha Tradicional Brasileira" | Luís Pinheiro   | Alice Marcone                                       | 23 de setembro de 2022 |
| 8            | 3            | "E Hoje É Dia de Show"                | Luis Pinheiro   | Marcelo Montenegro                                  | 23 de setembro de 2022 |
| 9            | 4            | "De Pé ou Morta, de Joelhos Jamais"   | Dainara Toffoli | Marcelo Montenegro                                  | 23 de setembro de 2022 |
| 10           | 5            | "Canta, Canta..."                     | Dainara Toffoli | Alice Marcone                                       | 23 de setembro de 2022 |
| 11           | 6            | "A Vida Não Pode Ser Só Isso"         | Luís Pinheiro   | Alice Marcone, Marcelo Montenegro e Josefina Trotta | 23 de setembro de 2022 |

## Prêmios e indicações
| Ano  | Prêmio                       | Categoria                                  | Indicação          | Resultado | Ref.          |
| ---- | ---------------------------- | ------------------------------------------ | ------------------ | --------- | ------------- |
| 2021 | MTV Millennial Awards Brasil | Maratonei                                  | Manhãs de Setembro | Indicado  | [ 7 ]         |
| 2021 | Prêmio F5                    | Melhor Série                               | Manhãs de Setembro | Indicado  | [ 8 ]         |
| 2021 | Prêmio F5                    | Melhor Atriz de Série                      | Liniker            | Indicada  | [ 8 ]         |
| 2021 | Prêmio APCA de Televisão     | Melhor Seriado/Minissérie                  | Manhãs de Setembro | Indicado  | [ 9 ] [ 10 ]  |
| 2021 | Pena de Prata                | Melhor Série de Drama                      | Manhãs de Setembro | Indicado  |               |
| 2021 | Pena de Prata                | Melhor Atriz em Série de Drama             | Liniker            | Indicada  |               |
| 2022 | Pena de Prata                | Melhor Série de Drama                      | Manhãs de Setembro | Indicado  |               |
| 2022 | Pena de Prata                | Melhor Série Nacional                      | Manhãs de Setembro | Indicado  |               |
| 2022 | Pena de Prata                | Melhor Atuação Principal em Série de Drama | Liniker            | Indicada  |               |
| 2022 | Prêmio APCA de Televisão     | Melhor Série de Drama                      | Manhãs de Setembro | Venceu    | [ 11 ] [ 12 ] |